# Jinjeop (métro de Séoul)
Jinjeop (hangeul : 진접 ; hanja : 榛接) est la station terminus nord-est de la ligne 4 du métro de Séoul. Elle est située au 244 Gyeongbok-daero, bourg de Jinjeop-eup dans l'arrondissement Ilsanseo-gu (en) de la ville Namyangju-si, province Gyeonggi, à proximité de Séoul en Corée du Sud.
Ouverte en 2022, elle est desservie par les rames omnibus et express, qui circulent sur la ligne 4.

## Situation sur le réseau

Plan du réseau (2023)

Établie en souterrain, la station Jinjeop, terminus nord-est de la ligne 4 du métro de Séoul : est située avant la station Onam, en direction du terminus sud-est Oido.

## Histoire
La station Jinjeop, terminus nord-est de la ligne 4 du métro de Séoul est mise en service le 19 mars 2022, lors de l'ouverture à l'exploitation de 14,2 km depuis l'ancienne station terminus Danggogae. Cette ouverture permet aux résidents locaux de gagner du temps pour rejoindre la gare de Séoul, en bus il faut 2 heures de trajet et en métro 52 minutes. Les rames passent toutes les 10 à 12 minutes aux heures de pointes ; ente 7h et 9h et entre 18h et 20h, le reste du temps la fréquence et d'une rame toutes les 20 minutes,.

## Services aux voyageurs

### Accès et accueil
Située au 244 Gyeongbok-daero, dans le bourg Jinjeop-eup, la station souterraine dispose de six bouches, numérotées de 1 à 6, elles sont situées de part et d'autre de la Kyeongbokdae-ro à proximité de son croisement avec la Haemiryedang 1-ro. Elle dispose notamment d'une billetterie avec des automates pour l'achat de titres de transport.

### Desserte
Jinjeop est desservie par les rames omnibus et express qui circulent sur la ligne. Les deux quais sont équipés de portes palières.

Installations
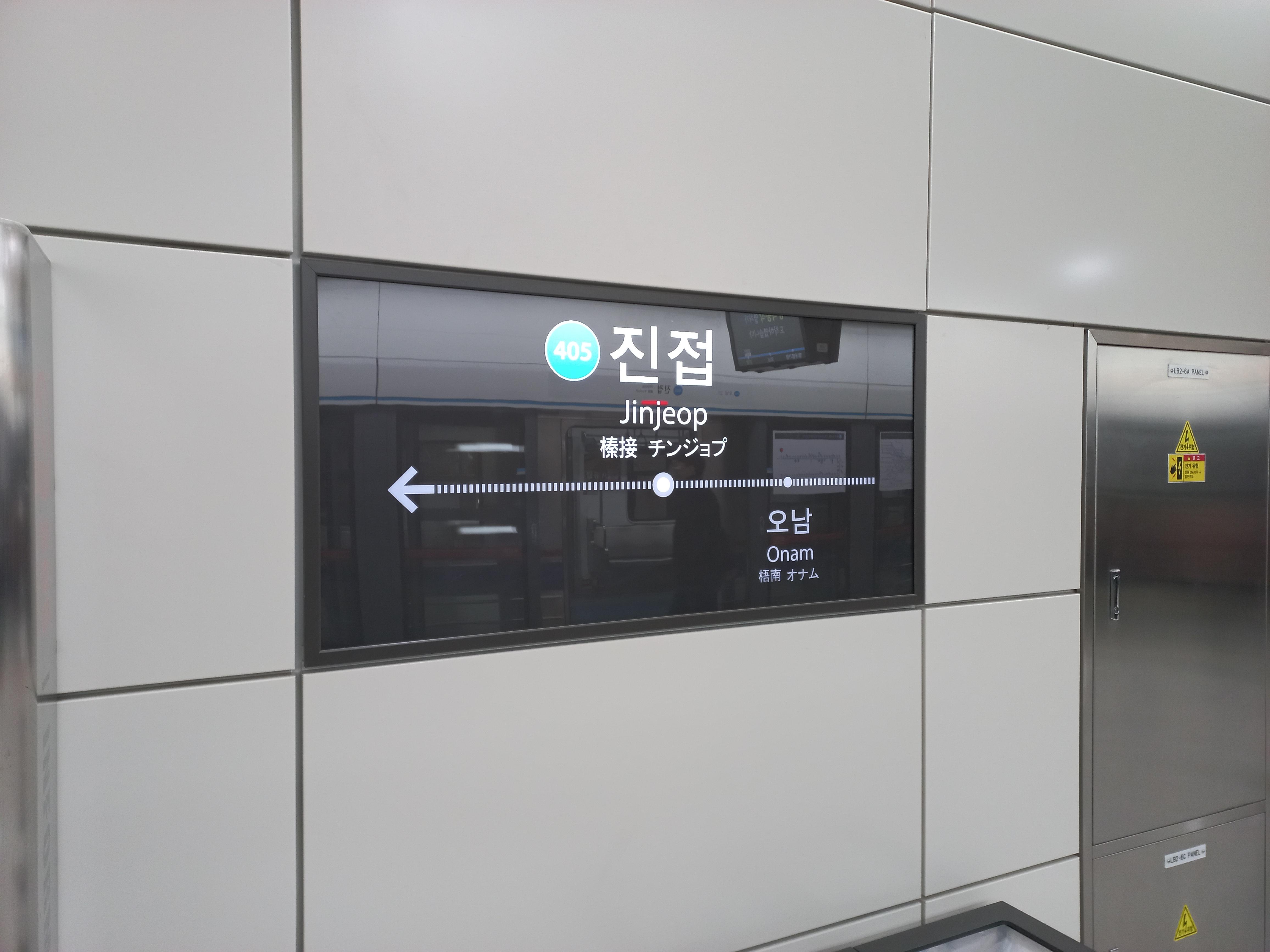
En 2022.
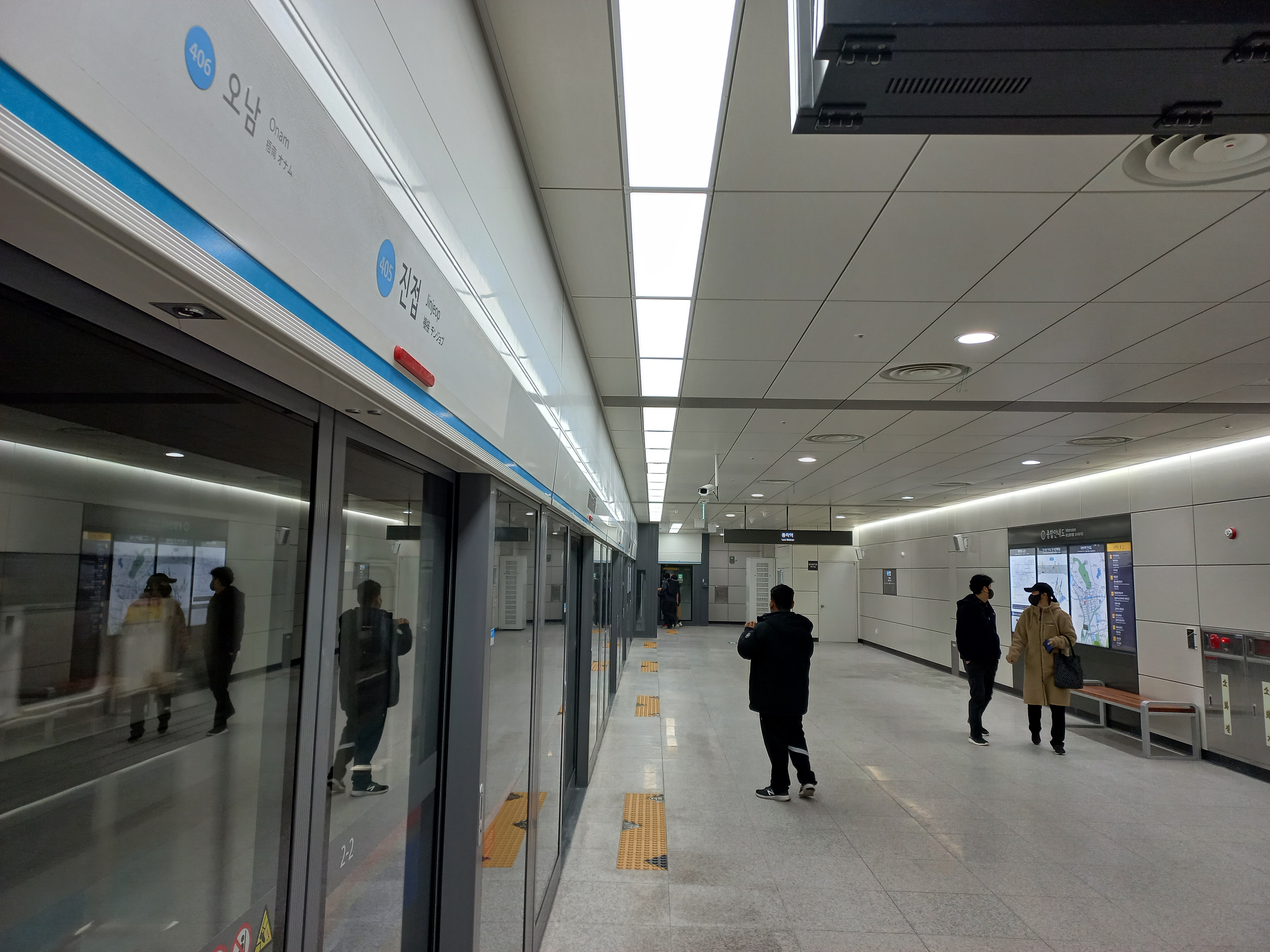
En 2022.

### Intermodalité
Des arrêts de bus sont situés à proximité.